# Sandettié (schip, 1949)

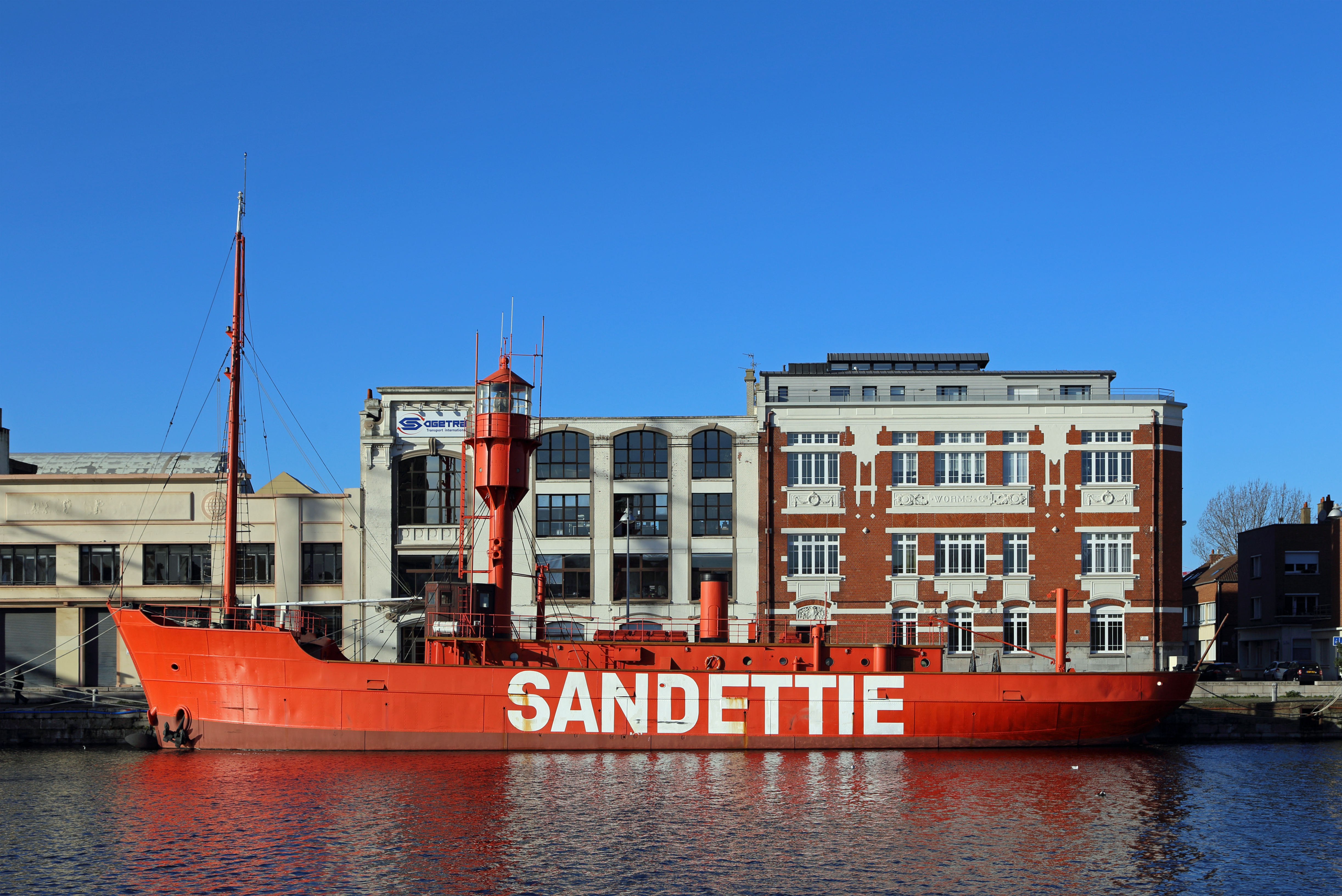
Lichtschip Sandettié aan de kade bij het museum

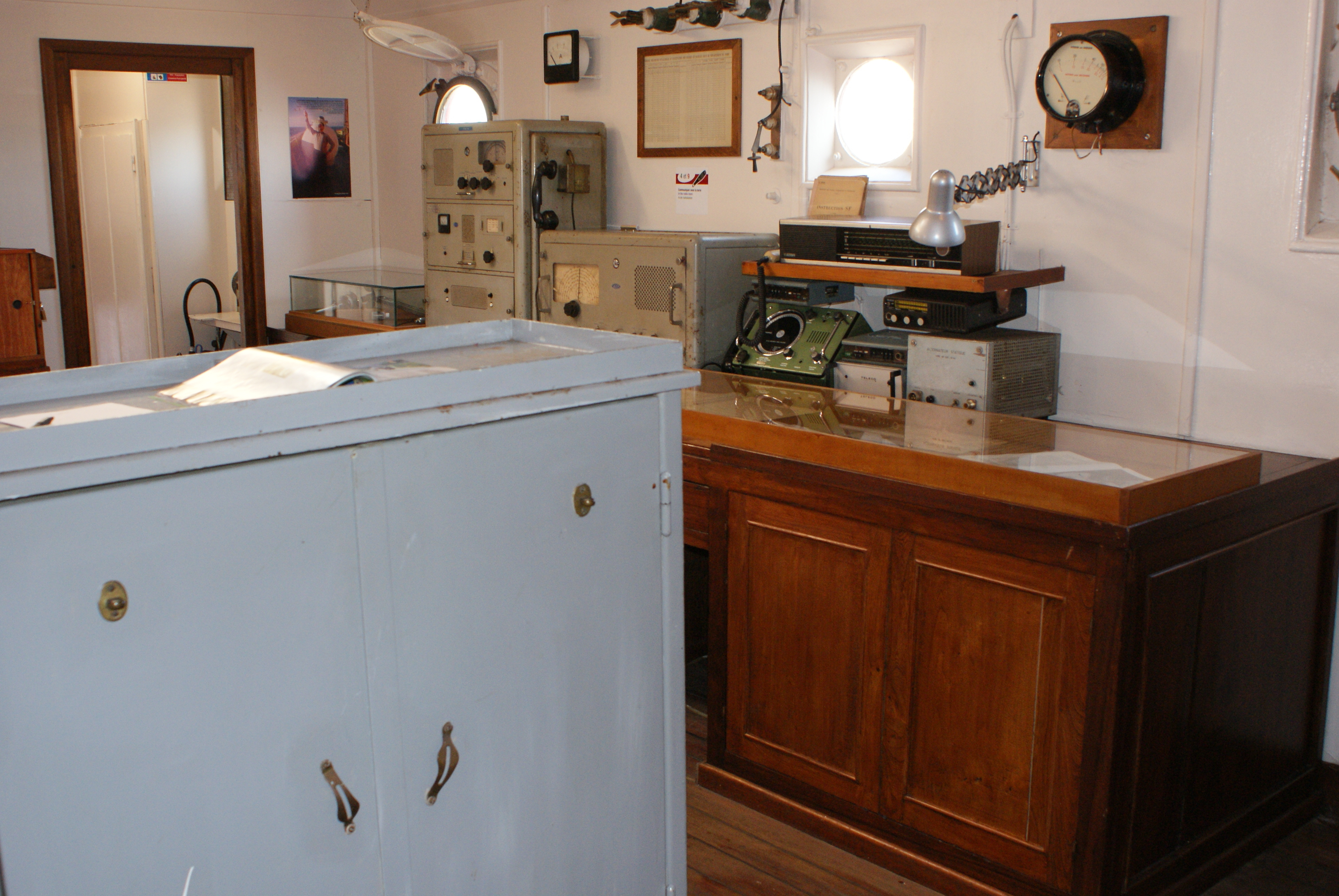
Radiokamer aan boord Sandettié

Het Lichtschip Sandettié is een Frans lichtschip. In 1946 werd met de bouw gestart op de scheepswerf van Forges et Chantiers. Het kreeg de naam BF 6 (Bateau feu No. 6). Het werd in 1949 eerst neergelegd bij de zandbank Dyck. In 1978 kreeg het schip een nieuwe bestemming en kwam te liggen bij de zandbank Sandettié, een ondiepte op 13 zeemijl (24 km) voor de kust bij Calais. Het deed daar dienst tot juni 1989.
De Sandettié is 47,5 meter lang en 7,65 meter breed. Het heeft een diepgang van 3,5 meter en een waterverplaatsing van 450 ton. Haar romp is gemaakt van geklonken staalplaten. Het was voorzien van een motor van 120 pk. Om het schip op positie te houden waren er ankers van 100 ton verbonden aan 250 meter lange ankerkettingen. Het licht had een bereik van 25 zeemijl. Het licht van de lamp van 1500 watt werd versterkt door een fresnellens en gaf een witte flits elke vijf seconden. De Sandettié was verder voorzien van een radarbaken en misthoorn. De bemanning bestond uit twee personen.
Na buitengebruik te zijn gesteld werd het schip gekocht door de stad Duinkerke. Het schip maakt nu onderdeel uit van de collectie van het Havenmuseum van Duinkerke (Musée portuaire de Dunkerque). De Sandettié is vanaf 17 maart 1997 een monument.